# Canton de Campagnac
Le canton de Campagnac est une ancienne division administrative française située dans le département de l'Aveyron.

## Géographie
Ce canton était organisé autour de Campagnac dans l'arrondissement de Millau. Son altitude variait de 444 m (La Capelle-Bonance) à 1 033 m (Saint-Laurent-d'Olt) pour une altitude moyenne de 645 m.

## Histoire
- De 1833 à 1848, les cantons de Campagnac et de Laissac avaient le même conseiller général. Le nombre de conseillers généraux était limité à 30 par département.

### Conseillers généraux de 1833 à 2015
| Période | Période          | Identité                                                | Étiquette                | Qualité |
| ------- | ---------------- | ------------------------------------------------------- | ------------------------ | --- |
| 1833    | 1836             | Joseph Nogaret                                          | Libéral                  | Maître des requêtes au Conseil d'État Député (1791-1792, 1798-1799, 1828-1841) à Saint-Laurent-d'Olt Ancien Président du Conseil Général (1832) Président de la Chambre des députés (1837-1841) |
| 1836    | 1845             | Jean-Jacques Monestier                                  |                          | Propriétaire Maire de Laissac |
| 1845    | 1848             | Émile Vezin                                             |                          | Procureur du roi à Rodez |
| 1848    | 1852             | Hippolyte Vidal de Saint-Urbain                         | Droite                   | Avocat à Saint-Laurent-d'Olt |
| 1852    | 1861             | Jean Joseph Touzery (1806-1894)                         |                          | Avocat, propriétaire à Saint-Saturnin-de-Lenne, conseiller d'arrondissement |
| 1861    | 1871             | Jean Bernard Bonaventure Lunet de La Malène (1813-1892) |                          | Notaire, adjoint au Maire de Rodez |
| 1871    | 1880 (décès)     | Hippolyte Vidal de Saint-Urbain                         | Droite                   | Maire de Saint-Laurent-d'Olt |
| 1880    | 1923 (démission) | Gabriel Vidal de Saint-Urbain (fils du précédent)       | Républicain Progressiste | Magistrat Député (1896-1902) Sénateur (1903-1921) |
| 1923    | 1940             | Dr Jean Touzery (petit-fils de J.J.Touzery)             | Conservateur             | Maire de Saint-Saturnin-de-Lenne Nommé conseiller départemental en 1943 |
|         |                  |                                                         |                          | |
| 1945    | 1955             | Dr Jean Touzery                                         | DVD                      | Maire de Campagnac (1945-1953) |
| 1955    | 1961             | Émile Pujol (1891-1981)                                 | DVD                      | Ancien maire de Campagnac (1929-1944) |
| 1961    | 1985             | Roger Pujol                                             | DVD puis UDR puis UDF-PR | Industriel fromager Maire de Campagnac (1953-1995) |
| 1985    | 2015             | Pierre-Marie Blanquet                                   | UDF puis MoDem           | Cadre à la Chambre de commerce et d'industrie, Rodez Vice-Président du Conseil Général |

### Résultats électoraux détaillés
- Élections cantonales de 2004 : Pierre-Marie Blanquet (UDF) est élu au premier tour avec 78,7 % des suffrages exprimés, devant André Perez   (PCF) (11,88 %) et Jean Miquel (FN) (9,43 %). Le taux de participation est de 76,85 % (1 172 votants sur 1 525 inscrits)[6].
- Élections cantonales de 2011 : Pierre-Marie Blanquet (Divers droite) est élu au premier tour avec 51,83 % des suffrages exprimés, devant Sébastien Cros (Divers gauche) (42,91 %) et André Perez (PCF) (0 %). Le taux de participation est de 57,35 % (3 210 votants sur 5 597 inscrits)[7].

### Conseillers d'arrondissement (de 1833 à 1940)
| Période                                  | Période          | Identité                                              | Étiquette    | Qualité |
| ---------------------------------------- | ---------------- | ----------------------------------------------------- | ------------ | --- |
| 1833                                     | 1845             | Isidore Urbain Rossignol (1783-1861)                  |              | Notaire à Campagnac |
| 1845                                     | 1852             | Jean Joseph Touzéry (1806-1894)                       |              | Avocat, propriétaire à Saint-Saturnin-de-Lenne                                                                                   |
| 1852                                     | 1858             | Frédéric Privat                                       |              | Propriétaire à Campagnac |
| 1858                                     | 1864             | M. Deliane                                            |              | |
| 1864                                     | 1871             | Henri Joseph Évesque                                  |              | Maire de Saint-Saturnin-de-Lenne de 1862 à 1869                                                                                  |
| 1871                                     | 1877             | Jean-François-Eugène Galonier de Miremont (1796-1878) |              | Propriétaire à Saint-Laurent-d'Olt                                                                                               |
| 1877                                     | 1883             | Jules Lunet de La Malène (1840-1908)                  |              | Notaire, propriétaire à Campagnac                                                                                                |
| 1883                                     | 1892 (démission) | Adrien Évesque                                        |              | Propriétaire à Campagnac, nommé percepteur en 1892                                                                               |
| 1892                                     | 1924             | Joseph Ginisty père                                   | Libéral      | Propriétaire au Colombier, maire de Saint-Saturnin-de-Lenne, Président du Conseil d'arrondissement                               |
| 1924                                     | 1940             | Joseph Ginisty fils (1896-1981)                       | Conservateur | Propriétaire, greffier de la justice de paix, adjoint au maire de Saint-Saturnin-de-Lenne, Président du Conseil d'arrondissement |
| 1940                                     |                  |                                                       |              | Les conseils d'arrondissement ont été suspendus par la loi du 12 octobre 1940 et n'ont jamais été réactivés                      |
| Les données manquantes sont à compléter. |                  |                                                       |              | |

## Composition
Le canton de Campagnac regroupait cinq communes et comptait 1 760 habitants (recensement de 2006 population municipale).
| Communes                | Population (2012) | Code postal | Code Insee |
| ----------------------- | ----------------- | ----------- | ---------- |
| Campagnac               | 452               | 12560       | 12047      |
| La Capelle-Bonance      | 89                | 12130       | 12055      |
| Saint-Laurent-d'Olt     | 647               | 12560       | 12237      |
| Saint-Martin-de-Lenne   | 219               | 12130       | 12239      |
| Saint-Saturnin-de-Lenne | 353               | 12560       | 12247      |

## Démographie
| 1962  | 1968  | 1975  | 1982  | 1990  | 1999  | 2006  | 2011  | 2012  |
| ----- | ----- | ----- | ----- | ----- | ----- | ----- | ----- | ----- |
| 2 482 | 2 322 | 2 070 | 1 872 | 1 805 | 1 683 | 1 760 | 1 821 | 1 802 |